# Anteros violetta
Anteros violetta är en fjärilsart som beskrevs av Hall 1939. Anteros violetta ingår i släktet Anteros och familjen Riodinidae. Inga underarter finns listade i Catalogue of Life.